# Jamal (Vorname)
Jamal ist ein männlicher Vorname.

## Herkunft und Bedeutung
Der Name Jamal kommt aus dem Arabischen, wo جمال (Jamāl) „schön“ oder „Schönheit“ bedeutet, hergeleitet von جمل (jamala – schön sein).

## Namensträger
- Jamal Adams (* 1995), US-amerikanischer American-Football-Spieler
- Jamal Agnew (* 1995), US-amerikanischer American-Football-Spieler
- Jamal Blackman (* 1993), englischer Fußballtorwart
- Jamal Crawford (* 1980), US-amerikanischer Basketballspieler
- Jamal Duff (* 1972), US-amerikanischer Schauspieler und ehemaliger Footballspieler
- Jamal Gay (* 1989), Fußballspieler aus Trinidad und Tobago
- Jamal Joseph (* ca. 1953), US-amerikanischer Drehbuchautor, Regisseur, Filmproduzent und Professor
- Jamal Khader (* 1964), jordanischer römisch-katholischer Geistlicher und Bischof von Dschibuti
- Jamal Khashoggi (1958–2018), saudi-arabischer Journalist, ermordet
- Jamal Lewis (Footballspieler) (* 1979), US-amerikanischer Footballspieler
- Jamal Lewis (Fußballspieler) (* 1998), nordirischer Fußballspieler
- Jamal Lowe (* 1994), englisch-jamaikanischer Fußballspieler
- Jamal Mashburn (* 1972), US-amerikanischer Basketballspieler
- Jamal Mayers (* 1974), kanadischer Eishockeyspieler
- Jamal Mohammed (* 1983), libyscher Fußballspieler
- Jamal Murray (* 1997), kanadischer Basketballspieler
- Jamal Musiala (* 2003), deutscher Fußballspieler
- Jamal Naji (* 1986), deutscher Handballspieler und -trainer
- Jamal Qaiser (* 1972), pakistanisch-deutscher Buchautor, Unternehmer und Politikberater
- Jamal Tuschick (* 1961), deutscher Schriftsteller, Journalist und Literaturkritiker

## Nachweise
1. ↑  https://www.behindthename.com/name/jamal